# Druga Nauka Wielkiego Seta
Druga Nauka Wielkiego Seta – gnostycki utwór z Nag Hammadi (NHC VII,2). Treścią jest polemika ze Starym Testamentem oraz nauką Kościoła. Chrystologia utworu ma charakter doketyczny.